# Halogeton alopecuroides
Halogeton alopecuroides là loài thực vật có hoa thuộc họ Dền. Loài này được (Delile) Moq. mô tả khoa học đầu tiên năm 1840.